# Pinanga jambusana
Pinanga jambusana là loài thực vật có hoa thuộc họ Arecaceae. Loài này được C.K.Lim mô tả khoa học đầu tiên năm 2005.